# NGC 5033

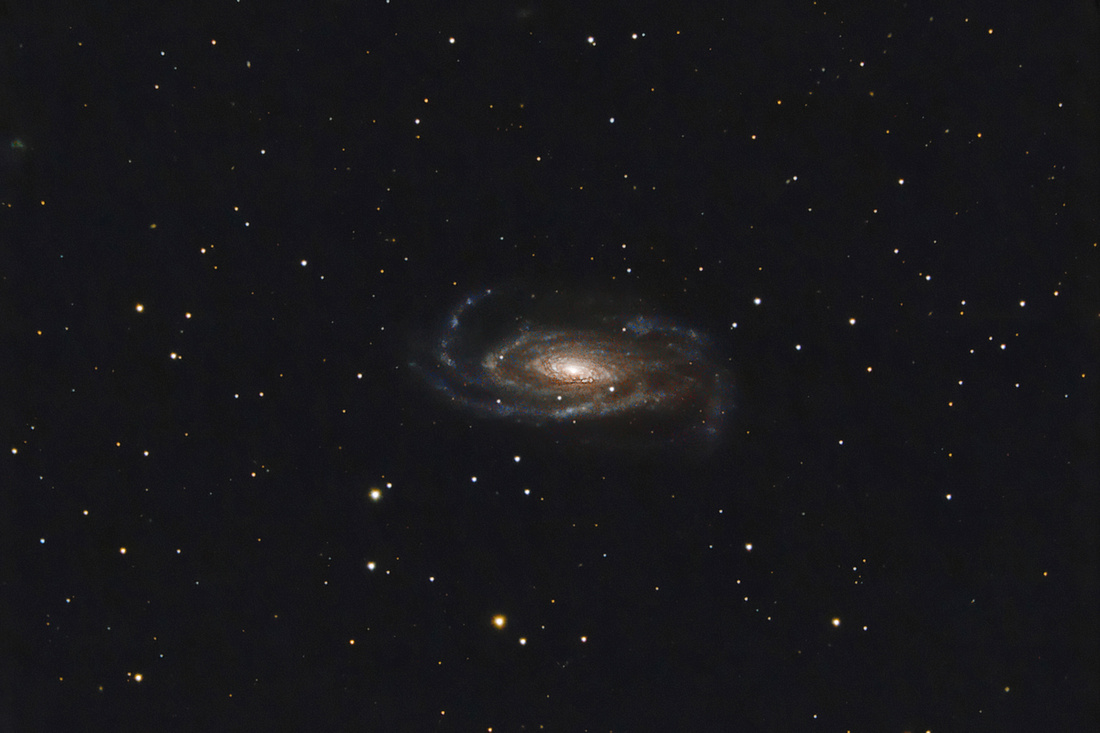
アマチュア望遠鏡で撮影したNGC 5033

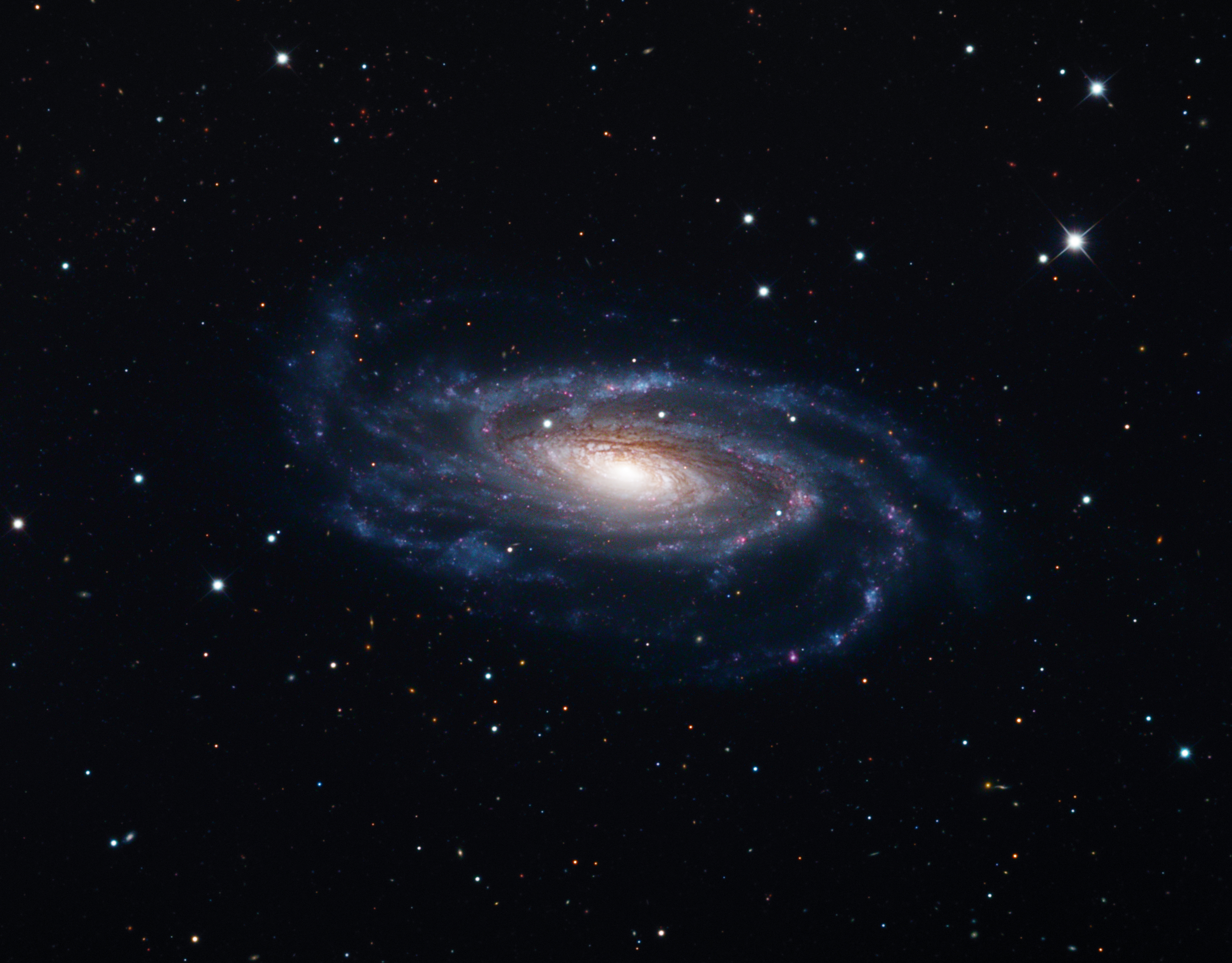
レモン山の32インチ望遠鏡で撮影したNGC 5033

NGC 5033は、りょうけん座の方角に位置する傾いた渦巻銀河である。銀河系からの距離は、3800万光年から6000万光年の間と推定されている。この銀河は、非常に明るい核と比較的暗い円盤を持つ。円盤の南半分には、かなりの歪みが見られる。この銀河の比較的大きい角直径と比較的高い表面光度のため、アマチュア用の望遠鏡でも観測することができる。銀河の位置は地球から比較的近く、また活動銀河核の存在によって、この銀河はプロの天文学者も多く研究する天体となっている。

## 核
NGC 5033は、活動銀河核の一種であるセイファート核を含む。他の多くの活動銀河核と同様に、この銀河核は超大質量ブラックホールを含むと考えられている。可視光波長でも言える明るい放射の一部は、ブラックホールの周りの熱いガスによって生成されている。
NGC 5033中心のIntegral field spectrograph観測によって、セイファート核は、銀河の回転中心に存在していないことが示された。これは、この銀河が融合の過程にある証拠として解釈された。回転中心からのセイファート核の移動は、銀河の中心におけるガスの回転を不安定にし、それによってガスがセイファート核に落ち込んでいる可能性がある。そのガスは、セイファート核の中心の巨大な重力によって圧縮され、温度が上昇し、核を明るく輝かせる。

## 近隣の銀河
NGC 5033と近隣の渦巻銀河NGC 5005は、物理的な銀河対を構成している。2つの銀河は、お互いに弱い重力を及ぼし合っているが、銀河潮汐力によって歪められる程には近づいていない。